# Canterbury's Law
Canterbury's Law è una serie televisiva statunitense del 2008, prodotta dalla Sony Pictures Entertainment.
La serie è stata cancellata dalla Fox a seguito degli scarsi risultati d'ascolto al termine dell'unica stagione prodotta.

## Trama
Narra le vicende dell'affascinante Elisabeth Canterbury (Julianna Margulies), avvocato difensore, prende a cuore le storie e le cause dei suoi clienti illegittimamente accusati. Beth, così la chiamano gli amici, afferma che gli omicidi sono il suo pane quotidiano; attraverso domande pungenti, a volte impertinenti, ai vari imputati, porta humor nelle aule di tribunale. Elisabeth e suo marito, il professore di legge Matthew Furey (Aidan Quinn), dopo la tragica morte del giovane figlio (Jeremy Zorek), si sono trasferiti a Providence, nello stato del Rhode Island, per ritrovare serenità ed equilibrio dopo il drammatico avvenimento. Elisabeth, per dimenticare il dolore, si butta a capofitto nel lavoro; in ufficio è affiancata da un gruppo di avvocati competenti, che comprende Russell Cross (Ben Shenkman, interprete di 6 episodi della serie tv Law & Order), Chester Fields (Keith Robinson), Molly McConnell (Trieste Kelly Dunn) e il Vice Procuratore generale Zach Williams (interpretato dall'attore Terry Kinney).

## Episodi
| Stagione       | Episodi | Prima TV USA | Prima TV Italia |
| -------------- | ------- | ------------ | --------------- |
| Prima stagione | 6       | 2008         | 2009            |